# Edward St Aubyn
Edward St Aubyn (* 14. ledna 1960) je anglický romanopisec. Narodil se v Londýně jako syn bývalého vojáka a chirurga a vyrůstal střídavě zde a ve Francii, kde měla jeho rodina další dům. Docházel na Westminster School a následně na Keble College na Oxfordské univerzitě. Jeho manželkou byla krátce spisovatelka Nicola Shulman. Svůj první román s názvem Never Mind vydal v roce 1992. Za svou knihu Mother's Milk byl nominován na Man Bookerovu cenu.

## Dílo
- Never Mind (1992)
- Bad News (1992)
- Some Hope (1994)
- On the Edge (1998)
- A Clue to the Exit (2000)
- Some Hope: A Trilogy (2003)
- Mother's Milk (2005)
- At Last (2012)
- Lost for Words (2014; česky Marně hledám slov, 2015)